# Kálmán Péter (festő)
Kálmán Péter (Zsablya, 1877. február 28. – Nussdorf, Ausztria, 1966. szeptember 21.) festő.

## Életútja
Kálmán György és Gyurcsik Erzsébet béresek fiaként született szegényparaszti családban. Újvidéken volt inas Singer József fényképésznél, s kezdetben képeket retusált. Amikor a mestere felfedezte tehetségét, felkérte fényképek alapján történő olajképek festésére. Singer ezeket saját műveiként tette ki a kirakatba és adta el. Kálmán Péter ezután Zágrábban, Ljubljanában és Budapesten teljesített katonai szolgálatot. Miután leszerelt, Zomborban Singer József testvérénél, Samunál ugyanúgy olajképek készítésével volt megbízva. Emellett Steiner Lajos címfestő magánrajziskoláját is látogatta. Mivel Singer anyagilag is támogatta, így 1902-ben megkezdte tanulmányait a budapesti Mintarajziskolában, ahol Székely Bertalantól tanult. 1904-től Anton Ažbe magániskolájában tanult, majd 1906-tól 1914-ig Münchenben képezte magát az akadémián, ahova Székely küldte, mivel felfigyelt az ifjú tehetségére. Ludwig von Löftz, Wagner Sándor és Franz von Stuck tanították. 1907-ben tanulmányutat tett Firenzében és Rómában. 1913-ban Drezdában és Münchenben állított ki. 1914 és 1918 között haditudósítóként tevékenykedett, és képeket készített a fronton. 1927-ben gyűjteményes kiállítást rendeztek számára a müncheni Fleischmann Galériában. 1929-ben megkapta a barcelonai világkiállítás aranyérmét.
Művei realista stílusú életképek és képmások. A Műcsarnokban 1918-ban gyűjteményes kiállításon szerepelt műveivel. Négy képét őrzi a Magyar Nemzeti Galéria, önarcképe a főváros tulajdonába került.

## Önálló tárlatok
- 1912 München, Glaspalast
- 1927 München, Fleischmann Galéria
- 1986 Zombor, Városi Múzeum

## Csoportos kiállítások
- 1913 München, Glaspalast, Drezda
- 1916 Berlin
- 1918 Budapest, Műcsarnok
- 1920 Budapest, Nemzéti Szalon
- 1921 Düsseldorf
- 1924 Velence
- 1927 Budapest, Nemzeti Szalon
- 1928 Budapest, Nemzeti Szalon
- 1929 Barcelona, világkiállítás
- 1930 Budapest, Nemzeti Szalon
- 1968 Zombor, Városi Múzeum

## Díjai
- 1911 A Müncheni Akadémia festészeti díja
- 1929 A barcelonai világkiállítás festészetért odaítélt aranyérme